# Université d'État de Plateau
L'Université d'État de Plateau (Plateau State University) est une université nigériane. Elle est située à Bokkos, dans l'État de Plateau (Nigeria). Elle a été créée en 2005,. En mars 2016, la Commission nationale des universités a accordé une accréditation complète aux 17 premiers programmes de l'université. Cela a conféré à l'université le statut d'« université à part entière ».